# Policía de Seguridad Aeroportuaria
La Policía de Seguridad Aeroportuaria (PSA) es una institución policial de Argentina armada y jerarquizada con conducción civil, encargada de proteger y resguardar la seguridad en los aeropuertos de ese país. Fue creada en el año 2005 por el decreto nacional número 145/05, que transfirió orgánica y funcionalmente a la Policía Aeronáutica Nacional (PAN), desde el ámbito del Ministerio de Defensa a la órbita del Ministerio del Interior, creándola como una fuerza autárquica y denominándola Policía de Seguridad Aeroportuaria. Esa norma, al mismo tiempo, la incorporó al Sistema de Seguridad Interior, que integran Gendarmería Nacional (GNA), Prefectura Naval Argentina (PNA) y Policía Federal (PFA), dependiente del Ministerio de Seguridad de la Nación.
El Poder Ejecutivo Nacional tomó esa decisión, tras un escándalo por tráfico de drogas en un vuelo de la empresa Southern Winds que arribó a España desde Argentina.

## Historia

### Antecedentes: Policía Aeronáutica Nacional
La Policía Aeronáutica Nacional (PAN) era una institución militar dependiente de la Fuerza Aérea Argentina, que ejercía funciones policiales en el espacio aéreo y de seguridad en el ámbito aeroportuario. Esa función policial en manos de un organismo castrense se contraponía al marco regulatorio de la seguridad interna del país y de su diferenciación de la defensa nacional, tal como lo establece la Ley 23 544 y la Ley 24 059 de Seguridad Interior. 
Con la creación de la PSA, los agentes de la ex PAN -regidos hasta entonces por la reglamentación del Personal Civil de Inteligencia de las Fuerzas Armadas- adquirieron estado policial y el personal militar pudo optar por pasarse a la nueva policía perdiendo su condición militar, o bien continuar su carrera en la castrense Fuerza Aérea Argentina.

### Creación de la Policía de Seguridad Aeroportuaria
Hacia el año 2005, la Policía Aeronáutica Nacional dependía jerárquicamente del Comando de Regiones Aéreas, uno de los cuatro grandes comandos de la Fuerza Aérea (junto con el Comando de Material, Comando de Operaciones Aéreas y Comando de Personal que se ocupaban de otras tareas). El Comando de Regiones Aéreas para esa fecha ejercía su función de autoridad aeronáutica del país, regulando toda la aviación civil y comercial de Argentina, cargo que desempeñaría posteriormente la Administración Nacional de Aviación Civil primero dependiente del Ministerio de Planificación Federal y luego del Ministerio del Interior, que luego se llamaría Ministerio del Interior y Transporte cuando le fuera transferido desde el Ministerio de Planificación Federal, la Secretaría de Transporte de la Nación.
El 22 de febrero del 2005, el Poder Ejecutivo Nacional, por Decreto Número 145/05, transfirió la Policía Aeronáutica Nacional desde el ámbito del Ministerio de Defensa a la órbita del Ministerio del Interior de forma orgánica y funcional. La nueva Policía de Seguridad Aeroportuaria era una fuerza autárquica incorporada al Sistema de Seguridad Interior.
Entre otros actores, la participación del político Hugo Franco, resultó fundamental para acercar posiciones. Además, su experiencia como Secretario de Seguridad Interior de la Nación, y sus contactos con los hombres de las Fuerzas Armadas, facilitaron la concreción de los traspasos al ámbito civil sin mayores sobresaltos.  
La Policía de Seguridad Aeroportuaria (PSA) de la Argentina, es la primera institución policial, de carácter federal con conducción civil, creada desde el regreso de la Democracia, en 1983. En la actualidad, el Organismo se encuentra en la órbita del Ministerio de Seguridad de la Nación, junto a las otras fuerzas de seguridad federales como la Policía Federal Argentina, la Gendarmería Nacional Argentina y la Prefectura Naval Argentina.
El Decreto 145/2005, también contempló la intervención política de la nueva institución policial, con el objetivo de reestructurarla y normalizarla.
Con la sanción de la Ley 26.102 de Seguridad Aeroportuaria, el 31 de mayo de 2006, se creó una institución policial que se especializa en seguridad aeroportuaria que debía ser resguardada y garantizada por el Estado Nacional. Asimismo, se instauró el 31 de mayo como Día de la Policía de Seguridad Aeroportuaria. 
La mencionada Ley 26.102 fue reglamentada por tres Decretos: el 785/08, que expone la estructura orgánica y funcional del Organismo; el 836/08, atinente al régimen del Personal Policial de la PSA; y el 1190/09, que enmarca el régimen profesional del Personal Civil. De esta forma se culminó el proceso de Intervención y normalizando la Institución.
A diferencia de la Policía Aeronáutica Nacional, la PSA tiene su jurisdicción en el ámbito del Sistema Nacional de Aeropuertos y no en el aero espacio.

## Grados
A diferencia de otras fuerzas de seguridad, la Policía de Seguridad Aeroportuaria posee un solo cuadro de oficiales que a continuación se detalla:
Oficiales Superiores de Conducción
- Comisionado General
- Comisionado Mayor
- Comisionado Inspector

Oficiales Supervisores
- Inspector
- Subinspector

Oficiales Subalternos
- Oficial Jefe
- Oficial Mayor
- Oficial Principal
- Oficial Ayudante

Siendo esto así se establece una sola carrera, como en los países de habla inglesa, en la Policía de Santa Fe, y en la Policía de la Ciudad de Buenos Aires.

## Misiones y Funciones de la Policía de Seguridad Aeroportuaria
La Policía de Seguridad Aeroportuaria (PSA) tiene por misión la seguridad aeroportuaria, entendida esta como una dimensión específica de la seguridad pública, y comprende las acciones tendientes a resguardar y garantizar la seguridad interior en el ámbito jurisdiccional aeroportuario, a través de la prevención, conjuración e investigación de los delitos e infracciones que no estén previstos en el Código Aeronáutico.
En este sentido, se encarga de:
- La Seguridad Aeroportuaria Preventiva, que contempla la planificación, implementación, evaluación y/o coordinación de las actividades y operaciones -en el nivel táctico y estratégico-, necesarias para prevenir, conjurar e investigar los delitos y las infracciones en el ámbito aeroportuario.
- La Seguridad Aeroportuaria Compleja, consistente en la planificación, implementación y/o coordinación de las actividades y operaciones -en el nivel táctico y estratégico-, necesarias para realizar el control y la conjuración de los actos delictivos complejos cometidos por organizaciones criminales, relacionadas con el narcotráfico, el terrorismo, el contrabando y otros delitos conexos.

Se entiende por:
- Prevención, las actividades tendientes a impedir, evitar, obstaculizar o limitar los delitos y las infracciones en el ámbito aeroportuario;
- Conjuración, las que tienen por objetivo neutralizar o contrarrestar en forma inmediata los delitos y las infracciones en el ámbito aeroportuario en ejecución, hacerlos cesar y evitar consecuencias ulteriores que vulneren dicha seguridad;
- Investigación, las acciones y operaciones tendientes a analizar y conocer los hechos y actividades delictivas que resulten atentatorias a la seguridad aeroportuaria, sin perjuicio de las responsabilidades jurisdiccionales como auxiliar en la persecución penal de los delitos.

Estructura orgánico – funcional de la Policía de Seguridad Aeroportuaria
La estructura orgánico - funcional de la Policía de Seguridad Aeroportuaria se compone de tres estructuras diferenciadas:
- La estructura de conducción y administración, integrada predominantemente por funcionarios y personal civil, sin estado policial;
- La estructura operacional, integrada predominantemente por personal policial;
- El Instituto Superior de Seguridad Aeroportuaria, integrado por funcionarios y por el personal civil sin estado policial, a excepción del personal que cumpla tareas de docencia e instrucción especializada.

La conducción comprende la gestión del conocimiento sobre la seguridad aeroportuaria; la planificación estratégica de la institución; el diseño y formulación de las estrategias policiales, y la dirección orgánica superior.
Por su parte, la administración se encarga de:
- la planificación y ejecución presupuestaria;
- la gestión económica, financiera, contable y patrimonial;
- la gestión administrativa integral;
- la gestión de los recursos humanos;
- la planificación y gestión tecnológica e infraestructural de la institución;
- la asistencia jurídica y la dirección de las relaciones institucionales de la Institución.

Y, la estructura operacional, desarrolla cuatro labores institucionales fundamentales: la planificación de las operaciones y acciones policiales de la seguridad aeroportuaria preventiva y compleja; la dirección y coordinación de las operaciones policiales de seguridad aeroportuaria preventiva y compleja y la supervisión y evaluación de las operaciones y acciones policiales de seguridad aeroportuaria preventiva y compleja.

## Articulaciones
En el ámbito de los aeropuertos, la Policía de Seguridad Aeroportuaria convive con agentes de empresas de seguridad privada contratadas al efecto para custodiar las instalaciones del lugar, situación que también se daba cuando la función la ejercía la Policía Aeronáutica Nacional.

## Equipamiento

### Patrulleros
- Toyota Hilux SW4
- Nissan Frontier
- Ford Ranger
- Volkswagen Amarok
- Nissan Sentra
- Ford Focus II Sedan
- Renault Fluence
- Chevrolet Meriva
- Mercedes-Benz Sprinter
- Renault Kangoo

### Armas
- Glock
- Taurus PT917C
- Heckler & Koch USP
- Heckler & Koch MP5
- Heckler & Koch G36
- FN FAL
- Benelli M4 Super 90

## Grupos Especiales
Grupo Especial de Asalto Táctico (GEAT)
Es el grupo responsable ante situaciones como, entre otras, la toma de rehenes, secuestro o sabotaje de aeronaves. También actúan en la ejecución de allanamientos o detenciones. Sus miembros, preparados física y mentalmente para tomar decisiones en situaciones de riesgo, se especializan también en el uso de distintos tipos de armamentos y equipos de última tecnología.
Grupo Especial de Control de Explosivos y Armas Especiales (GEDEx)
Es el grupo responsable ante actos de agresión, atentados o detonaciones no previstas con explosivos, mercancías peligrosas, armas químicas, biológicas o nucleares. Del mismo modo, realiza tareas de inspección y registro en arribos y partidas, tendientes a detectar cualquier tipo de amenaza. Para hacerlo, el GEDEx cuenta con herramientas y tecnología de punta, entre los que se destacan detectores de explosivos, contenedores para su mitigación, robots y trajes anti exposición.
Grupo Especial de Protección (GEP)
Es el grupo responsable de la protección y custodia de dignatarios y personalidades, testigos protegidos o de personas detenidas de alta peligrosidad. El sistema descentralizado de la PSA permite que cada Unidad Regional cuente con su propio Grupo de Operaciones Especiales. Esto facilita la rápida respuesta de estos grupos en cualquier punto del país, y al mismo tiempo garantiza la homogeneidad de criterios en cada intervención.
Guardia de Infantería Aeroportuaria (GIA)
Es la agrupación responsable de la protección de las instalaciones ante el intento de toma, ocupación o destrucción de las mismas por parte de terceros, será la herramienta para evitar el bloqueo de rutas y accesos a los aeropuertos, tendrá la capacidad operativa en calidad de auxiliares de la justicia a fin de llevar a adelante allanamientos de baja y media complejidad , desalojos, detenciones , custodias, cumplir funciones en reemplazo y/o complemento de las operaciones del Grupo Especial de Asalto Táctico (GEAT) cuando fuese necesario tendrá la capacidad táctica operativa como primer escalón de respuesta.